# Zwarte lathyrus
De zwarte lathyrus (Lathyrus niger) is een vaste plant die behoort tot de vlinderbloemenfamilie (Leguminosae of Fabaceae). De soort staat op de Nederlandse Rode lijst van planten als soort die niet meer aanwezig is in Nederland. De plant komt van nature voor in Europa, naar het noorden tot Zuid-Scandinavië, naar het oosten tot Rusland, Kaukasus, de Balkan en naar het zuiden in Italië, Zuid-Frankrijk, het Iberisch Schiereiland en Noord-Afrika.
De plant wordt 30-80 cm hoog, heeft een twee- tot vierkantige, ongevleugelde stengel en een korte, dikke, houtige wortelstok. De samengestelde bladeren hebben vier tot zes (soms tot acht) paar elliptische tot langwerpige, 1-3 cm lange en 5-11 mm brede deelblaadjes.
De zwarte lathyrus bloeit in juni en juli met paarsblauwe en later blauw wordende bloemen. De kelk is 3,5-4,5 mm lang. De bloeiwijze is een tros met drie tot tien bloemen.
De vrucht is een 4,5-6 cm lange en 4-6 mm brede, gladde, bij rijpheid zwarte peul. In de peul zitten acht tot veertien, ronde tot eivormige, olijfgroene tot bruine zaden.
De plant komt voor op vochtige, kalkrijke grond in lichte hellingbossen en tussen het struikgewas.
De rups van de lathyruszwever (Neptis sappho) voedt zich met de bladeren van deze plant.